# Bitwa pod Dobrą (1863)
Bitwa pod Dobrą – bitwa stoczona 24 lutego 1863 roku podczas powstania styczniowego.
Oddział Józefa Sawickiego, po którym dowództwo przejął lekarz z Łęczycy, dr Józef Dworzaczek (60 strzelców, 210 kosynierów i 30 jazdy) zaopatrzył się 22 lutego w Zgierzu w żywność, po czym ruszył w lasy pod Dobrą, gdzie założył obóz. W ślad za polskim oddziałem ruszyła rosyjska grupa sztabskapitana Opoczinskiego (dwie roty piechoty i sotnia kozaków). Gdy 24 lutego Rosjanie zbliżyli się do polskiego obozu ruszyli do niespodziewanego natarcia. Kosynierzy trzykrotnie kontratakowali, jednak za każdym razem odrzucał ich silny ogień rosyjskiej piechoty. Gdy Józef Dworzaczek nakazał odwrót, cały oddział rzucił się do ucieczki. Straty dodatkowo powiększył atak kozaków. Ostatecznie Polacy stracili połowę swego stanu (jeńcy oraz 63 zabitych).

Część poległych w bitwie zostało pochowanych na cmentarzu w Dobrej, inni, m.in. Maria Piotrowiczowa na cm. Starym przy ul. Ogrodowej w Łodzi.